# Последний бык
«Последний бык» (нем. Der letzte Bulle) — немецкий телевизионный сериал, транслировавшийся в 2010—2014 годах на канале Sat.1. В центре сюжета находится полицейский инспектор Мик Брисгау (роль исполняет Хеннинг Баум), получивший ранение в 1980-х, пробыл в коме двадцать лет и вернулся к работе уже в совершенно новом для него мире. Сериал выдержал пять сезонов и был одним из самых рейтинговых проектов на канале на тот момент. Также на сериал было снято несколько ремейков в разных странах, в том числе в России.
В 2019 году на широкие экраны вышел одноимённый фильм, в котором помимо актёров из оригинального сериала снялся известный культурист Ральф Мёллер.

## Сюжет
События сериала разворачиваются в немецком городе Эссен. Мик Брисгау — детектив по расследованию убийств, который был ранен выстрелом в голову при исполнении служебных обязанностей в конце 1980-х и затем находился в коме 20 лет. Шоу начинается, когда он внезапно выходит из комы, и ему разрешают вернуться к своей старой работе в отделе убийств. Как полицейский старой закалки, он ничего не знает о современных технологиях, таких как мобильные телефоны или компьютеры, или о современных методах расследования. Он пытается иметь дело с современным миром в целом и делами об убийствах в частности, как если бы это были все еще «старые добрые восьмидесятые».

## В ролях
- Хеннинг Баум — Мик Брисгау, главный герой, детектив, получивший ранение в голову в восьмидесятых годах, который спустя двадцать лет нахождения в коме возвращается в новую для него реальность. Он крутой коп из прошлого века, который ведёт себя как мачо, носит кожаную куртку и водит ретро-автомобиль Opel Diplomat V8[4]. Однако ему приходится заново выстраивать отношения с семьёй, старыми друзьями и заводить новые знакомства, а также учиться пользоваться такими вещами, как смартфон или компьютер.
- Хельмфрид фон Люттихау — Мартин Ферхерт, глава отдела убийств, в 1980-х годах был напарником Мика. В 3 сезоне глава пресс-службы полиции; с четвёртого сезона возвращается на предыдущую должность; в пятом сезоне уходит в политику.
- Максимилиан Грилл — Андреас Крингге, молодой сотрудник полиции, которого назначают новым напарником Мика после его возвращения в отдел убийств. Часто ему приходится обучать напарника работе с компьютером или телефоном.
- Роберт Лор — Роланд Мейснер, судебно-медицинский эксперт. Пока Мик был в коме, Роланд несколько лет жил вместе с его женой Лизой. По долгу службы часто проводит вскрытия жертв преступлений, которые расследует главный герой.
- Татьяна Клазинг — Уши Новацки, владелец любимого паба Мика, а также хорошая подруга Мика, Андреаса, Тани и Роланда. Встречается с Мартином Ферхертом.
- Флориана Даниэль — Лиза Брисгау, в 1980-х была женой Мика и матерью их дочери . Выясняется, что пока муж был в коме, Лиза начала встречаться с Роландом и должна была стать его невестой. Появляется с первого по второй сезон.
- Сьюзан Анбех — Кристина Венгер, местный репортёр, сестра Роланда. Появляется только в третьем сезоне.

## Ремейки

### Россия
В России был снят ремейк «Последний мент», с Гошей Куценко в роли капитана полиции Алексея Дивова. Транслировался на Пятом канале в 2015-2017 годах.

### США
На американском телеканале TNT должен был выйти пилот сериала в 2013 году. В американской адаптации полицейский из 1990-х Мик Брэниган должен был проснуться после 20 лет комы и вернуться к работе в полиции Лос-Анджелеса. Продюсированием пилота должны были заниматься Сильвестр Сталлоне и .

### Франция
Во Франции был адаптирован под названием «Фалько» в 2013 году.

### Чехия
В Чешской республике сериал был успешно адаптирован под названием «Polda», и также как и оригинал транслировался на протяжении пяти сезонов.

### Япония
Nippon Television совместно с Hulu объявили, что летом 2015 года выйдет японская адаптация «Последнего быка» в виде мини-сериала.

### Украина
В 2020 году вышла украинская адаптация сериала - "Коп з минулого". На данный момент сериал насчитывает 4 сезона по 16 серий.